# Comuna Hvardiiske, Pervomaiske
Hvardiiske (în ucraineană Гвардійське) este o comună în raionul Pervomaiske, Republica Autonomă Crimeea, Ucraina, formată din satele Bratske, Hvardiiske (reședința) și Olenivka.

## Demografie
Componența lingvistică a comunei Hvardiiske
     Rusă (60,51%)
     Tătară crimeeană (20,63%)
     Ucraineană (17,58%)
     Alte limbi (0,3%)
Conform recensământului din 2001, majoritatea populației comunei Hvardiiske era vorbitoare de rusă (60,51%), existând în minoritate și vorbitori de tătară crimeeană (20,63%) și ucraineană (17,58%).